# Sent Miquèu (Alta Garona)
Sent Miquèu (francès Saint-Michel) és un municipi del departament francès de l'Alta Garona, a la regió d'Occitània.